# Школа для дівчат Вест Гіт
Школа для дівчат Вест Гіт (англ. West Heath Girls' School) була незалежною англійською школою для дівчат, заснованою в 1865 році, спочатку в Лондоні, а з 1932 року поблизу Севеноукса, Кент. Він був закритий у 1997 році.

## Історія
Преподобний Філіп Беннет Пауер та його дружина Емма взяли на себе навчання власних дочок у своєму будинку в Еббі Вуд, Вест Гіт Хаус. Якість освіти дівчат привабила інші місцеві сім'ї, які звернулися до Пауерів з проханням навчати їхніх дітей, і таким чином у 1865 році була відкрита школа Вест Гіт.  
У 1879 році школа, що розширювалася, переїхала на 1 Хем Коммон, у тодішню сільськогосподарську громаду Хем, графство Суррей. Будинок, розташований на території площею понад 10 акрів, був колишньою резиденцією герцога де Шартрського. 
У 1890 році міс Сара, Марія та Анна Бакленд і міс Джейн Персіваль, які володіли подібною школою в Редінгу, об'єднали зусилля зі старіючою місіс Пауер в Хем Коммон, і вони керували школою до її покупки в 1900 році міс Еммою Лоуренс і Маргарет Скіт. Міс Елліот приєдналася до колективу в 1928 році і була призначена директором наступного року.  
Розвиток прилеглих магазинів та житла спонукав до другого переїзду, оскільки Хем став "занадто приміським для школи для дівчат високого класу". У 1932 році школа переїхала до свого остаточного місця розташування, Ешгроув Хаус 18-го століття, поблизу Севенокса, колишнього будинку сім'ї Елліот. Більші приміщення дозволили школі зрости з попередньої місткості в Хамі, яка налічувала близько сімдесяти учнів, до більш ніж ста до кінця Другої світової війни.
Діана, принцеса Уельська, потім Діана Спенсер, відвідувала школу з 1974 по 1977 рік і отримала нагороду як «дівчинка, яка максимально допомагає школі та своїм однокласникам».
У 1990-х роках школа зазнала фінансових труднощів у зв'язку зі зменшенням кількості учнів, і в 1997 році її було закрито.

## Пізніше використання сайту
Меморіальний фонд Діани, принцеси Уельської розглядав можливість купівлі школи, але вирішив відмовитися, і Мохамед Аль-Файєд втрутився, щоб купити West Heath за 2 300 000 фунтів стерлінгів 20 травня 1998 року, як нове приміщення для Центру Бет Марі. Пізніше він пообіцяв внести ще 550 000 фунтів стерлінгів на обладнання школи. У заяві він сказав:
Мене дивує, що Меморіальний фонд принцеси Діани з усіма його мільйонами в банку не виявив більшого інтересу до цього проекту. Я вважаю, що це набагато доречніше вшанування її творчості, ніж розміщення її імені на несмачних сувенірах. 
Спеціальна школа «Нова школа у Вест Гіт», відкрита в тому ж приміщенні 14 вересня 1998 року, була перейменована у вересні 2015 року на школу Вест Гіт.

## Відомі колишні учні
- Діана, принцеса Уельська
- Леді Сара Маккоркудейл
- Джейн Феллоуз, баронеса Феллоуз
- Іссі ван Рендвік
- Аннабель Крофт
- Пенелопа Фармер
- Джилліан Джойнсон-Хікс
- Тільда Суінтон
- Роуз Рідлі